# Avner Offer
Avner Offer ist ein britischer Wirtschaftshistoriker und Professor für Wirtschaftsgeschichte an der Universität Oxford, England. Er ist Fellow des All Souls Colleges und der British Academy. Avner Offers Forschungsschwerpunkt ist die wirtschaftsgeschichtliche Entwicklung von wohlhabenden Gesellschaftsstrukturen bis zur heutigen Zeit sowie Problemen, die dieser Wohlstand mit sich bringt.

## Leben
Avner Offer wurde in Israel geboren und wuchs dort auf. Nach erfolgreichem Studium der Geschichte und Geographie an der Hebrew University of Jerusalem und anschließender Promotion im Jahre 1979 an der University of Oxford lehrte er an der York, der Australian National University sowie der University of Oxford. Offer ist verheiratet und hat zwei Kinder.

## Auszeichnungen und Ehrenmitgliedschaften
- Leverhulme Major Research Fellowship, (2008)
- Fellow of the Academy of Social Sciences, UK, (2003)
- Fellow of the British Academy, (2000)
- Trevor Reese Memorial Prize for Imperial and Commonwealth History, (1992)

## Schriften
- Property and Politics 1870–1914: Landownership, Law, Ideology and Urban Development in England. (Cambridge, 1981)
- The First World War: An Agrarian Interpretation. (Oxford, 1989)
- (with S. Bowden) Household Appliances and the Use of Time in the U.S.A., and Britain since the 1920s. In: Economic History Review, second series. Vol 47, 4 (1994)
- Between the gift and the market: The economy of regard. In: The Economic History Review. Vol. 50, 3 (1997), S. 450–476
- Costs and Benefits, Prosperity and Security, 1870–1914. In: Oxford History of the British Empire, vol. 3, The Nineteenth Century (ed. A. Porter), (Oxford 1999) S. 690-711
- Body-Weight and Self-Control in the USA and Britain since the 1950s. In: Social History of Medicine. Vol. 14, 1 (2001), S. 79–106
- Why is the Public Sector so large in Market Societies? The Political Economy of Prudence in the UK, c. 1870–2000. (Oxford, 2003) (45 S.)
- The Challenge of Affluence: Self-control and Well-being in the USA and Britain since 1950. (Oxford, 2006)